# Petunia altiplana
Petunia altiplana  ist eine Pflanzenart aus der Gattung der Petunien (Petunia) in der Familie der Nachtschattengewächse (Solanaceae). Sie ist eine ausdauernde, krautige Pflanze, die im Süden Brasiliens beheimatet ist.

## Beschreibung
Petunia altiplana ist eine ausdauernde, krautige Pflanze, die niederliegend wächst, dabei oftmals mattenförmige Polster bildet und selten höher als 5 cm wird. Die Stängel sind oftmals verzweigt, sie sind niederliegend oder von der Basis an hängend. Sie bilden an älteren Teilen leicht Adventivwurzeln. Sie sind dicht wollig mit drüsigen Trichomen von etwa 1 mm Länge behaart. Die Internodien sind kurz und 2 bis 15 (selten bis 35) mm lang. Die Hauptwurzel ist dick, gerade verlängert und meist unverzweigt. Die Laubblätter sind niederliegend, breit spatelförmig oder gelegentlich umgekehrt eiförmig bis kreisförmig. Sie erreichen eine Länge von 10 bis 25 (selten bis 48) mm und eine Breite von 5 bis 15 (selten bis 29) mm. Sie sind spärlich behaart bis unbehaart, nur an den Rändern und auf der Unterseite entlang der Mittelrippe sind sie immer behaart. Die Basis ist spitz zulaufend, aufsitzend oder nahezu aufsitzend, die Spitze ist immer abgerundet.
Die Blüten stehen an Blütenstielen, die kürzer als 10 mm sind, und sind dicht drüsig und wollig behaart. Der ähnlich behaarte Kelch ist bis auf 2 bis 3 mm oberhalb der Basis in fünf linealische Segmente gespalten. Sie sind meist kürzer als 10 mm, selten werden sie auch bis 13 mm lang. Sie sind 1 bis 2 mm breit und an der Spitze abgerundet, sie sind nicht oder nur leicht abstehend. Die Krone ist einschließlich der Kronlappen 20 bis 35 (selten bis 45) mm lang. Die Kronröhre ist schmal glockenförmig, an der Basis spitz zulaufend und 15 bis 20 (selten bis 25) mm lang. Die Innenseite ist blass purpurn oder bis auf die Aderung weißlich gefärbt, die Außenseite ist rötlich purpurn und vor allem entlang der Adern fein behaart. Die Kronlappen sind rötlich purpurn und in fünf kreisförmige Abschnitte geteilt.
Die fünf Staubblätter treten in drei Größen auf: Zwei lange, zwei mittlere und ein kurzes. Alle Staubblätter sind länger als der Kelch, sie stehen ab dem zweiten Drittel der Kronröhre frei. Die Staubfäden sind unbehaart und setzen an der Basis der Kronröhre an. Der Fruchtknoten ist eiförmig, der Griffel ist schlank und die leicht zweilappige Narbe steht zwischen den Staubbeuteln der mittleren und langen Staubblätter.
An der Frucht ist der Stiel stark gebogen und meist weniger als 10 mm lang, selten wird er bis 15 mm lang. Die Kapsel ist kugelförmig und stachelspitzig. Die feinen Samen sind umgekehrt nierenförmig und sind 0,67 bis 0,87 mm lang.
Die Chromosomenzahl beträgt 2n = 14.

## Vorkommen und Standorte
Die Art kommt endemisch im Hochland der brasilianischen Bundesstaaten Santa Catarina und Rio Grande do Sul vor. Sie ist dort häufig an gestörten Standorten wie offenen Straßenhängen oder auf unfruchtbaren, steinigen Böden mit schwachen Grasbewuchs zu finden. 

## Botanische Geschichte
Petunia altiplana wurde 1993 von Toshio Ando und Goro Hashimoto als eigenständige Art erstbeschrieben. Zuvor gesammelte Exemplare wurden meist Petunia integrifolia subsp. depauperata zugeordnet, jedoch unterscheiden sie sich durch den niederliegenden Habitus, die dabei ausgeprägten Adventivwurzeln und die niederliegenden Laubblätter von dieser. Das Artepitheton verweist darauf, dass die Art ausschließlich im Hochland anzutreffen ist.